# Casino-théâtre de Châtel-Guyon
Le casino-théâtre de Châtel-Guyon a été créé au début du XXe siècle. Il se situe dans le parc thermal de la ville. 
Inscrit à l'Inventaire supplémentaire des Monuments historiques depuis 2003, le casino-théâtre de Châtel-Guyon est le symbole de la Belle Époque de la cité thermale.

## Le bâtiment
Édifié en bordure du parc thermal en 1898 par l'architecte parisien Albert Le Voisvenel, le théâtre-casino de Châtel-Guyon ouvre ses portes 16 juillet 1900. 
Dès 1907, en raison d'une grande affluence dans la station, des travaux d’aménagement du bâtiment sont envisagés. En 1909, Édouard-Jean Niermans, architecte et décorateur renommé, réalise les travaux pressentis. Avec à son actif les Folies Bergère (1900), le Moulin Rouge (1903), le théâtre music-hall de l'Olympia (1904), l'Hôtel du Palais à Biarritz ou encore l'Hôtel Negresco à Nice, Niermans agrandit et embellit le casino dont il double la surface. 
Le théâtre, quant à lui, est entièrement reconstruit sur le modèle des salles à l'italienne. Le sol est abaissé de 2 mètres et deux galeries supérieures avec loges et balcons sont créées. Un toit ouvrant innovant est également installé. Cette dernière caractéristique en fait une salle unique en France.

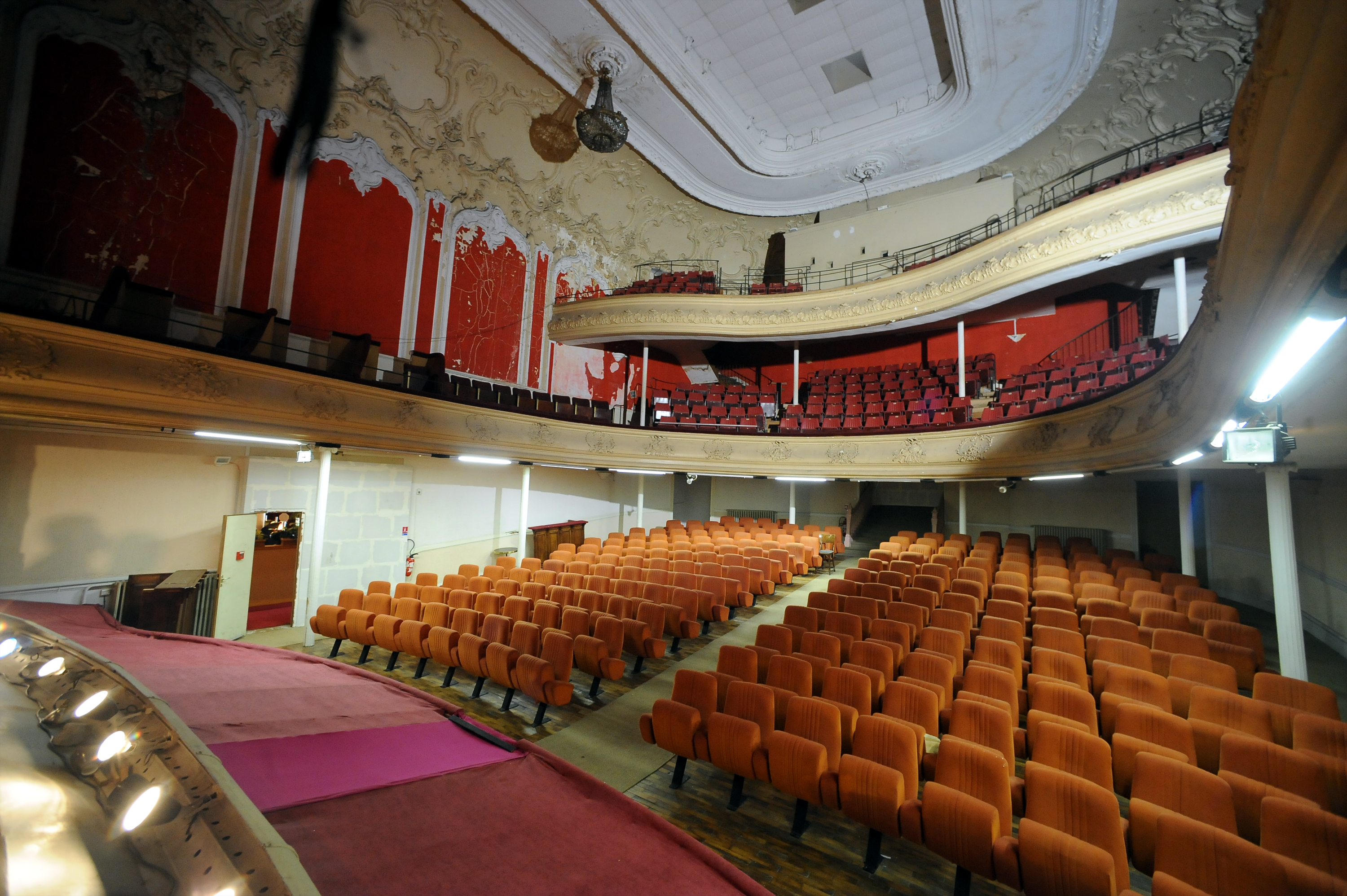
Théâtre de Chatel-Guyon

## Le théâtre
Durant plus d'un siècle ont été présentées en ce lieu des pièces de théâtre, interprétées par les plus grands comédiens du moment, telles que L'Ami Fritz, Pomme d'Api et Bagatelle. On y entendait aussi les opérettes en vogue du moment. Après guerre, se sont produits sur ses planches de nombreux artistes comme Jacques Brel, Line Renaud ou Dalida. Le spectacle était non seulement sur la scène mais aussi dans la salle, car nombreuses étaient les personnalités qui séjournaient dans la ville thermale et venaient se divertir au théâtre.
Au milieu des années 1980, parallèlement à la diminution de la fréquentation thermale, le théâtre réduit sa programmation et finit par fermer ses portes en 2004. Laissé à l'abandon depuis sa fermeture, la ville de Châtel-Guyon décide de le racheter, le 22 décembre 2009, pour faire revivre ce lieu de culture. D'importants travaux de restauration, intérieurs et extérieurs, ont débuté en décembre 2013. Le théâtre rouvre ses portes en avril 2015.

## Le casino
Avant l'inauguration du casino, Châtel-Guyon possédait déjà plusieurs salles de jeux : l'une au premier étage des thermes, l'autre collé à l’Hôtel Continental et qui accueillit l’Exposition Universelle de 1879.
À l'inauguration du casino-théâtre en 1901, la salle des jeux du casino ne possède que quelques machines à sous.
Le casino fut rénové en 2000. Il dispose d'un restaurant bénéficiant d'une vue sur le parc thermal.